# Actinauge granulata
Actinauge granulata is een zeeanemonensoort uit de familie Hormathiidae.
Actinauge granulata is voor het eerst wetenschappelijk beschreven door Carlgren in 1928.